# Martin Freund

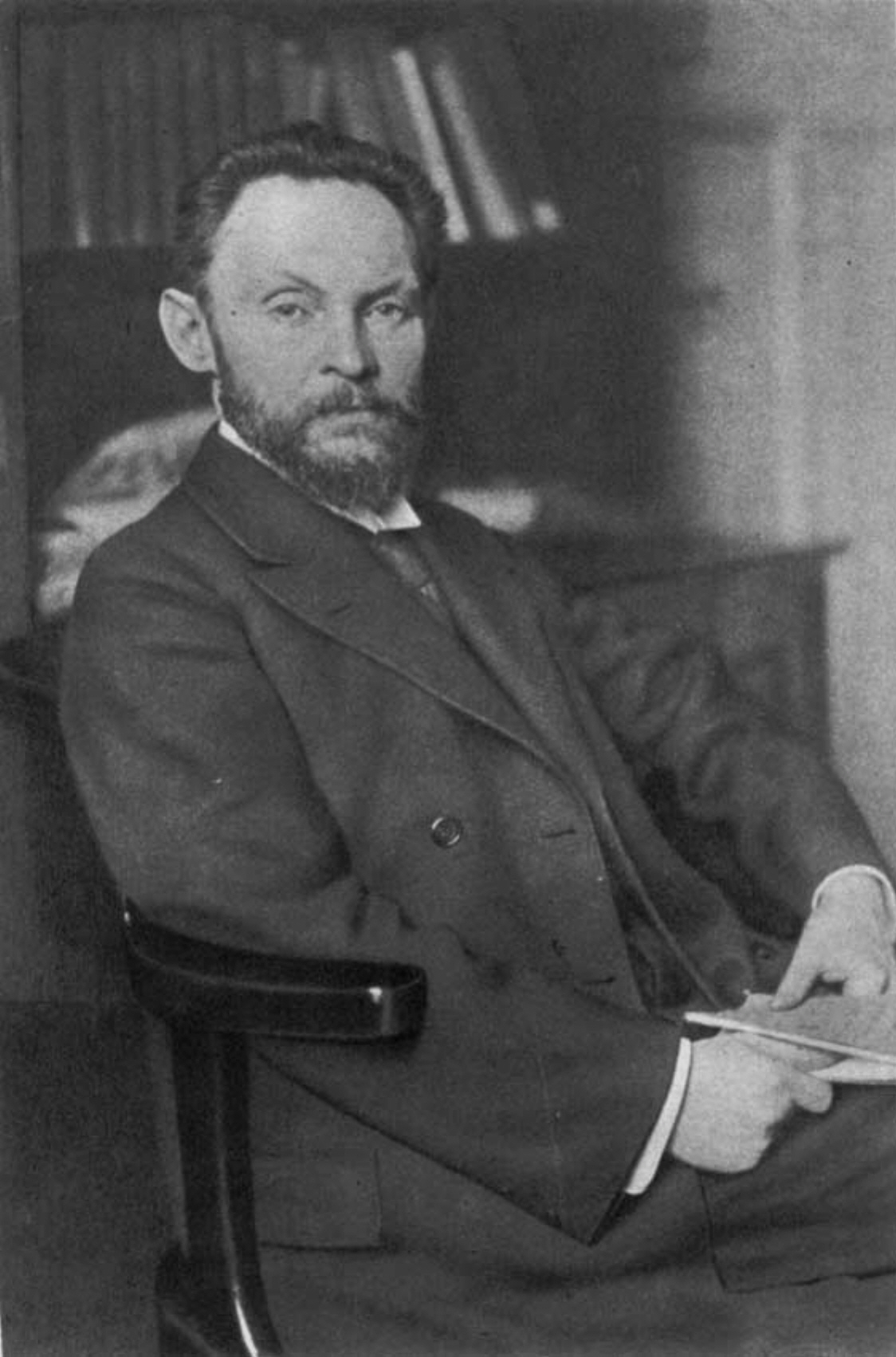
Martin Freund, około 1900

Martin Freund (ur. 13 sierpnia 1863 w Nysie, zm. 13 marca 1920 we Frankfurcie nad Menem) – niemiecki chemik i profesor na Uniwersytecie Goethego we Frankfurcie nad Menem.

## Życie
Freund urodził się jako syn żydowskiego kupca w Nysie. Po ukończeniu wrocławskiego gimnazjum studiował chemię na Uniwersytecie Wrocławskim i Uniwersytecie Berlińskim od 1881 roku, na którym uzyskał w 1884 roku doktorat (przyczynek do znajomości kwasu malonowego). W czasie studiów w 1881 został członkiem Akademickiego Towarzystwa Naukowego we Wrocławiu. Był asystentem Hermanna Wichelhausa i asystentem wykładowym Augusta Wilhelma von Hofmanna. W 1888 habilitował się w Berlinie, a w 1895 wyjechał do Physikalische Verein – Towarzystwo Edukacji i Nauki we Frankfurcie nad Menem jako wykładowca, gdzie kierował laboratorium chemicznym. Od 1905 był wykładowcą w Wyższej Szkole Nauk Społeczno-Handlowych. W 1914 został profesorem zwyczajnym chemii na wydziale nauk przyrodniczych nowo powstałego Uniwersytetu we Frankfurcie i dyrektorem Instytutu Chemii. Freund był powiernikiem Fritza Habera, z którym był spokrewniony.
W Instytucie Chemicznym utrzymywał bliskie związki z przemysłem (m.in.  B. firmy Cassella, Degussa, Hoechst, Metallgesellschaft).

## Praca naukowa
Freund zajmował się alkaloidami i wyjaśniał na przykład skład narkotyny, a także przyczynił się do wyjaśnienia składu kodeiny i morfiny. W 1910 znalazł sposób syntezy kwasów polikarboksylowych w reakcji Friedela-Craftsa pochodnych kwasu malonowego z węglowodorami aromatycznymi. Wraz z Edmundem Speyerem po raz pierwszy zsyntetyzował oksykodon opioidowy w 1916 r., który następnie został wprowadzony na rynek przez firmę Merck jako lek przeciwbólowy Eukodal.

## Inne dokonania
Kwas Freunda (kwas 1-naftyloamino-3,5-disulfonowy), składnik sprzęgający chemii barwników, jest błędnie przypisywany Martinowi Freundowi w literaturze. Nazwa nawiązuje jednak do patentu Louisa Freunda (St. Ludwig, Górna Alzacja) z 1883 r., po rejestracji przeniesiono go do BASF.

## Literatura
- Wpis w Winfried Pötsch, Annelore Fischer, Wolfgang Müller: Leksykon ważnych chemików, Harri Deutsch 1989
- Skrypt historyczny Stowarzyszenia Księstwa Nyskiego w Nysie, „Znane osoby w historii Księstwa Nyskiego”. Uniwersytet w Ołomuńcu. Nysa 2015.